# Campionati mondiali di pattinaggio di figura
I campionati mondiali di pattinaggio di figura sono una competizione sportiva a cadenza annuale che si svolgono durante la stagione di pattinaggio di figura, organizzata dalla International Skating Union (ISU), in cui si assegnano i titoli mondiali delle diverse specialità del pattinaggio di figura.

## Storia
Il primo campionato mondiale di pattinaggio di figura si tenne nel 1896 a San Pietroburgo, limitatamente al concorso individuale maschile. Nel 1902 si iscrisse anche una donna, la britannica Madge Syers, sfruttando una lacuna del regolamento che non conteneva indicazioni sul sesso dei concorrenti, e si classificò seconda.
L'ISU subito dopo vietò alle donne di partecipare ai concorsi individuali, ma nel 1905 decise di istituire un'apposita competizione individuale riservata alle pattinatrici. Nel 1906 venne disputata la prima edizione dei Campionati ISU di pattinaggio di figura, con il concorso di pattinaggio artistico femminile, a cui si aggiunse dal 1908 anche il concorso a coppie. La denominazione ufficiale di "Campionati mondiali" rimase inizialmente riservata soltanto alla competizione maschile, anche se i Campionati ISU erano di fatto campionati mondiali, e come tali sono considerati attualmente negli albi d'oro dell'ISU. I Campionati ISU presero il nome di Campionati mondiali nel 1924.
I campionati furono sospesi per due periodi, dal 1915 al 1922, e di nuovo dal 1940 al 1946, in corrispondenza dei due conflitti mondiali. Dalla ripresa nel 1947 i campionati mondiali vennero disputati stabilmente in un'unica sede; in precedenza invece i tre concorsi si svolsero spesso separatamente in città e date diverse. La competizione di danza su ghiaccio venne aggiunta al programma iridato nel 1952.
Nel 1961 i campionati vennero cancellati dopo l'incidente aereo del 15 febbraio in Belgio, quando l'intera squadra di pattinaggio degli Stati Uniti d'America trovò la morte nello schianto del volo Sabena 548 su cui viaggiava. Nel 1967 la gara si è svolta per l'ultima volta su una pista all'aperto.

## Edizioni e vincitori
Nella tabella che segue sono riportati tutti i vincitori nelle varie specialità ai campionati mondiali. È l'atleta svedese Ulrich Salchow colui che con 10 affermazioni e 3 secondi posti vanta il miglior palmarès.

### Singolo maschile
| Anno       | Luogo                                                                      | Oro                                                                        | Argento                                                                    | Bronzo                                                                     |
| 1896       | San Pietroburgo                                                            | Gilbert Fuchs                                                              | Gustav Hügel                                                               | Georg Sanders                                                              |
| 1897       | Stoccolma                                                                  | Gustav Hügel                                                               | Ulrich Salchow                                                             | Johan Lefstad                                                              |
| 1898       | Londra                                                                     | Henning Grenander                                                          | Gustav Hügel                                                               | Gilbert Fuchs                                                              |
| 1899       | Davos                                                                      | Gustav Hügel                                                               | Ulrich Salchow                                                             | Edgar Syers                                                                |
| 1900       | Davos                                                                      | Gustav Hügel                                                               | Ulrich Salchow                                                             | Nessun altro partecipante                                                  |
| 1901       | Stoccolma                                                                  | Ulrich Salchow                                                             | Gilbert Fuchs                                                              | Nessun altro partecipante                                                  |
| 1902       | Londra                                                                     | Ulrich Salchow                                                             | Madge Syers (donna)                                                        | Martin Gordan                                                              |
| 1903       | San Pietroburgo                                                            | Ulrich Salchow                                                             | Nikolaj Panin-Kolomenkin                                                   | Max Bohatsch                                                               |
| 1904       | Berlino                                                                    | Ulrich Salchow                                                             | Heinrich Burger                                                            | Martin Gordan                                                              |
| 1905       | Stoccolma                                                                  | Ulrich Salchow                                                             | Max Bohatsch                                                               | Per Thorén                                                                 |
| 1906       | Monaco di Baviera                                                          | Gilbert Fuchs                                                              | Heinrich Burger                                                            | Bror Meyer                                                                 |
| 1907       | Vienna                                                                     | Ulrich Salchow                                                             | Max Bohatsch                                                               | Gilbert Fuchs                                                              |
| 1908       | Opava                                                                      | Ulrich Salchow                                                             | Gilbert Fuchs                                                              | Heinrich Burger                                                            |
| 1909       | Stoccolma                                                                  | Ulrich Salchow                                                             | Per Thorén                                                                 | Ernest Herz                                                                |
| 1910       | Davos                                                                      | Ulrich Salchow                                                             | Werner Rittberger                                                          | Andor Szende                                                               |
| 1911       | Berlino                                                                    | Ulrich Salchow                                                             | Werner Rittberger                                                          | Fritz Kachler                                                              |
| 1912       | Manchester                                                                 | Fritz Kachler                                                              | Werner Rittberger                                                          | Andor Szende                                                               |
| 1913       | Vienna                                                                     | Fritz Kachler                                                              | Willy Böckl                                                                | Andor Szende                                                               |
| 1914       | Helsinki                                                                   | Gösta Sandahl                                                              | Fritz Kachler                                                              | Willy Böckl                                                                |
| 1915– 1921 | La competizione non si è svolta a causa della prima guerra mondiale        | La competizione non si è svolta a causa della prima guerra mondiale        | La competizione non si è svolta a causa della prima guerra mondiale        | La competizione non si è svolta a causa della prima guerra mondiale        |
| 1922       | Stoccolma                                                                  | Gillis Grafström                                                           | Fritz Kachler                                                              | Willy Böckl                                                                |
| 1923       | Vienna                                                                     | Fritz Kachler                                                              | Willy Böckl                                                                | Gösta Sandahl                                                              |
| 1924       | Manchester                                                                 | Gillis Grafström                                                           | Willy Böckl                                                                | Ernst Oppacher                                                             |
| 1925       | Vienna                                                                     | Willy Böckl                                                                | Fritz Kachler                                                              | Otto Preißecker                                                            |
| 1926       | Berlino                                                                    | Willy Böckl                                                                | Otto Preißecker                                                            | John Page                                                                  |
| 1927       | Davos                                                                      | Willy Böckl                                                                | Otto Preißecker                                                            | Karl Schäfer                                                               |
| 1928       | Berlino                                                                    | Willy Böckl                                                                | Karl Schäfer                                                               | Hugo Distler                                                               |
| 1929       | Londra                                                                     | Gillis Grafström                                                           | Karl Schäfer                                                               | Ludwig Wrede                                                               |
| 1930       | New York                                                                   | Karl Schäfer                                                               | Roger Turner                                                               | Georges Gautschi                                                           |
| 1931       | Berlino                                                                    | Karl Schäfer                                                               | Roger Turner                                                               | Ernst Baier                                                                |
| 1932       | Montréal                                                                   | Karl Schäfer                                                               | Montgomery Wilson                                                          | Ernst Baier                                                                |
| 1933       | Zurigo                                                                     | Karl Schäfer                                                               | Ernst Baier                                                                | Marcus Nikkanen                                                            |
| 1934       | Stoccolma                                                                  | Karl Schäfer                                                               | Ernst Baier                                                                | Erich Erdös                                                                |
| 1935       | Budapest                                                                   | Karl Schäfer                                                               | Jack Dunn                                                                  | Dénes Pataky                                                               |
| 1936       | Parigi                                                                     | Karl Schäfer                                                               | Graham Sharp                                                               | Felix Kaspar                                                               |
| 1937       | Vienna                                                                     | Felix Kaspar                                                               | Graham Sharp                                                               | Elemér Terták                                                              |
| 1938       | Berlino                                                                    | Felix Kaspar                                                               | Graham Sharp                                                               | Herbert Alward                                                             |
| 1939       | Budapest                                                                   | Graham Sharp                                                               | Freddie Tomlins                                                            | Horst Faber                                                                |
| 1940– 1946 | La competizione non si è svolta a causa della seconda guerra mondiale      | La competizione non si è svolta a causa della seconda guerra mondiale      | La competizione non si è svolta a causa della seconda guerra mondiale      | La competizione non si è svolta a causa della seconda guerra mondiale      |
| 1947       | Stoccolma                                                                  | Hans Gerschwiler                                                           | Dick Button                                                                | Arthur Apfel                                                               |
| 1948       | Davos                                                                      | Dick Button                                                                | Hans Gerschwiler                                                           | Ede Király                                                                 |
| 1949       | Parigi                                                                     | Dick Button                                                                | Ede Király                                                                 | Edi Rada                                                                   |
| 1950       | Londra                                                                     | Dick Button                                                                | Ede Király                                                                 | Hayes Alan Jenkins                                                         |
| 1951       | Milano                                                                     | Dick Button                                                                | James Grogan                                                               | Helmut Seibt                                                               |
| 1952       | Parigi                                                                     | Dick Button                                                                | James Grogan                                                               | Hayes Alan Jenkins                                                         |
| 1953       | Davos                                                                      | Hayes Alan Jenkins                                                         | James Grogan                                                               | Carlo Fassi                                                                |
| 1954       | Oslo                                                                       | Hayes Alan Jenkins                                                         | James Grogan                                                               | Alain Giletti                                                              |
| 1955       | Vienna                                                                     | Hayes Alan Jenkins                                                         | Ronnie Robertson                                                           | David Jenkins                                                              |
| 1956       | Garmisch-Partenkirchen                                                     | Hayes Alan Jenkins                                                         | Ronnie Robertson                                                           | David Jenkins                                                              |
| 1957       | Colorado Springs                                                           | David Jenkins                                                              | Tim Brown                                                                  | Charles Snelling                                                           |
| 1958       | Parigi                                                                     | David Jenkins                                                              | Tim Brown                                                                  | Alain Giletti                                                              |
| 1959       | Colorado Springs                                                           | David Jenkins                                                              | Donald Jackson                                                             | Tim Brown                                                                  |
| 1960       | Vancouver                                                                  | Alain Giletti                                                              | Donald Jackson                                                             | Alain Calmat                                                               |
| 1961       | La competizione non si è svolta a causa dello schianto del volo Sabena 548 | La competizione non si è svolta a causa dello schianto del volo Sabena 548 | La competizione non si è svolta a causa dello schianto del volo Sabena 548 | La competizione non si è svolta a causa dello schianto del volo Sabena 548 |
| 1962       | Praga                                                                      | Donald Jackson                                                             | Karol Divín                                                                | Alain Calmat                                                               |
| 1963       | Cortina d'Ampezzo                                                          | Donald McPherson                                                           | Alain Calmat                                                               | Manfred Schnelldorfer                                                      |
| 1964       | Dortmund                                                                   | Manfred Schnelldorfer                                                      | Alain Calmat                                                               | Karol Divín                                                                |
| 1965       | Colorado Springs                                                           | Alain Calmat                                                               | Scott Allen                                                                | Donald Knight                                                              |
| 1966       | Davos                                                                      | Emmerich Danzer                                                            | Wolfgang Schwarz                                                           | Gary Visconti                                                              |
| 1967       | Vienna                                                                     | Emmerich Danzer                                                            | Wolfgang Schwarz                                                           | Gary Visconti                                                              |
| 1968       | Ginevra                                                                    | Emmerich Danzer                                                            | Timothy Wood                                                               | Patrick Péra                                                               |
| 1969       | Colorado Springs                                                           | Timothy Wood                                                               | Ondrej Nepela                                                              | Patrick Péra                                                               |
| 1970       | Lubiana                                                                    | Timothy Wood                                                               | Ondrej Nepela                                                              | Günter Zöller                                                              |
| 1971       | Lione                                                                      | Ondrej Nepela                                                              | Patrick Péra                                                               | Sergej Četveruchin                                                         |
| 1972       | Calgary                                                                    | Ondrej Nepela                                                              | Sergej Četveruchin                                                         | Vladimir Kovalëv                                                           |
| 1973       | Bratislava                                                                 | Ondrej Nepela                                                              | Sergej Četveruchin                                                         | Jan Hoffmann                                                               |
| 1974       | Monaco di Baviera                                                          | Jan Hoffmann                                                               | Sergej Volkov                                                              | Toller Cranston                                                            |
| 1975       | Colorado Springs                                                           | Sergej Volkov                                                              | Vladimir Kovalëv                                                           | John Curry                                                                 |
| 1976       | Göteborg                                                                   | John Curry                                                                 | Vladimir Kovalëv                                                           | Jan Hoffmann                                                               |
| 1977       | Tokyo                                                                      | Vladimir Kovalëv                                                           | Jan Hoffmann                                                               | Minoru Sano                                                                |
| 1978       | Ottawa                                                                     | Charles Tickner                                                            | Jan Hoffmann                                                               | Robin Cousins                                                              |
| 1979       | Vienna                                                                     | Vladimir Kovalëv                                                           | Robin Cousins                                                              | Jan Hoffmann                                                               |
| 1980       | Dortmund                                                                   | Jan Hoffmann                                                               | Robin Cousins                                                              | Charles Tickner                                                            |
| 1981       | Hartford                                                                   | Scott Hamilton                                                             | David Santee                                                               | Igor' Bobrin                                                               |
| 1982       | Copenaghen                                                                 | Scott Hamilton                                                             | Norbert Schramm                                                            | Brian Pockar                                                               |
| 1983       | Helsinki                                                                   | Scott Hamilton                                                             | Norbert Schramm                                                            | Brian Orser                                                                |
| 1984       | Ottawa                                                                     | Scott Hamilton                                                             | Brian Orser                                                                | Aleksandr Fadeev                                                           |
| 1985       | Tokyo                                                                      | Aleksandr Fadeev                                                           | Brian Orser                                                                | Brian Boitano                                                              |
| 1986       | Ginevra                                                                    | Brian Boitano                                                              | Brian Orser                                                                | Aleksandr Fadeev                                                           |
| 1987       | Cincinnati                                                                 | Brian Orser                                                                | Brian Boitano                                                              | Aleksandr Fadeev                                                           |
| 1988       | Budapest                                                                   | Brian Boitano                                                              | Brian Orser                                                                | Viktor Petrenko                                                            |
| 1989       | Parigi                                                                     | Kurt Browning                                                              | Christopher Bowman                                                         | Grzegorz Filipowski                                                        |
| 1990       | Halifax                                                                    | Kurt Browning                                                              | Viktor Petrenko                                                            | Christopher Bowman                                                         |
| 1991       | Monaco di Baviera                                                          | Kurt Browning                                                              | Viktor Petrenko                                                            | Todd Eldredge                                                              |
| 1992       | Oakland                                                                    | Viktor Petrenko                                                            | Kurt Browning                                                              | Elvis Stojko                                                               |
| 1993       | Praga                                                                      | Kurt Browning                                                              | Elvis Stojko                                                               | Aleksej Urmanov                                                            |
| 1994       | Chiba                                                                      | Elvis Stojko                                                               | Philippe Candeloro                                                         | V"jačeslav Zahorodnjuk                                                     |
| 1995       | Birmingham                                                                 | Elvis Stojko                                                               | Todd Eldredge                                                              | Philippe Candeloro                                                         |
| 1996       | Edmonton                                                                   | Todd Eldredge                                                              | Il'ja Kulik                                                                | Rudy Galindo                                                               |
| 1997       | Losanna                                                                    | Elvis Stojko                                                               | Todd Eldredge                                                              | Aleksej Jagudin                                                            |
| 1998       | Minneapolis                                                                | Aleksej Jagudin                                                            | Todd Eldredge                                                              | Evgenij Pljuščenko                                                         |
| 1999       | Helsinki                                                                   | Aleksej Jagudin                                                            | Evgenij Pljuščenko                                                         | Michael Weiss                                                              |
| 2000       | Nizza                                                                      | Aleksej Jagudin                                                            | Elvis Stojko                                                               | Michael Weiss                                                              |
| 2001       | Vancouver                                                                  | Evgenij Pljuščenko                                                         | Aleksej Jagudin                                                            | Todd Eldredge                                                              |
| 2002       | Nagano                                                                     | Aleksej Jagudin                                                            | Timothy Goebel                                                             | Takeshi Honda                                                              |
| 2003       | Washington                                                                 | Evgenij Pljuščenko                                                         | Timothy Goebel                                                             | Takeshi Honda                                                              |
| 2004       | Dortmund                                                                   | Evgenij Pljuščenko                                                         | Brian Joubert                                                              | Stefan Lindemann                                                           |
| 2005       | Mosca                                                                      | Stéphane Lambiel                                                           | Jeffrey Buttle                                                             | Evan Lysacek                                                               |
| 2006       | Calgary                                                                    | Stéphane Lambiel                                                           | Brian Joubert                                                              | Evan Lysacek                                                               |
| 2007       | Tokyo                                                                      | Brian Joubert                                                              | Daisuke Takahashi                                                          | Stéphane Lambiel                                                           |
| 2008       | Göteborg                                                                   | Jeffrey Buttle                                                             | Brian Joubert                                                              | Johnny Weir                                                                |
| 2009       | Los Angeles                                                                | Evan Lysacek                                                               | Patrick Chan                                                               | Brian Joubert                                                              |
| 2010       | Torino                                                                     | Daisuke Takahashi                                                          | Patrick Chan                                                               | Brian Joubert                                                              |
| 2011       | Mosca                                                                      | Patrick Chan                                                               | Takahiko Kozuka                                                            | Artur Gačinskij                                                            |
| 2012       | Nizza                                                                      | Patrick Chan                                                               | Daisuke Takahashi                                                          | Yuzuru Hanyū                                                               |
| 2013       | London                                                                     | Patrick Chan                                                               | Denïs Ten                                                                  | Javier Fernández López                                                     |
| 2014       | Saitama                                                                    | Yuzuru Hanyū                                                               | Tatsuki Machida                                                            | Javier Fernández López                                                     |
| 2015       | Shanghai                                                                   | Javier Fernández López                                                     | Yuzuru Hanyū                                                               | Denïs Ten                                                                  |
| 2016       | Boston                                                                     | Javier Fernández López                                                     | Yuzuru Hanyū                                                               | Jin Boyang                                                                 |
| 2017       | Helsinki                                                                   | Yuzuru Hanyū                                                               | Shōma Uno                                                                  | Jin Boyang                                                                 |
| 2018       | Milano                                                                     | Nathan Chen                                                                | Shōma Uno                                                                  | Michail Koljada                                                            |
| 2019       | Saitama                                                                    | Nathan Chen                                                                | Yuzuru Hanyū                                                               | Vincent Zhou                                                               |
| 2020       | Montréal                                                                   | La competizione non si è svolta a causa della pandemia di COVID-19         | La competizione non si è svolta a causa della pandemia di COVID-19         | La competizione non si è svolta a causa della pandemia di COVID-19         |
| 2021       | Stoccolma                                                                  | Nathan Chen                                                                | Yūma Kagiyama                                                              | Yuzuru Hanyū                                                               |
| 2022       | Montpellier                                                                | Shōma Uno                                                                  | Yūma Kagiyama                                                              | Vincent Zhou                                                               |
| 2023       | Saitama                                                                    | Shōma Uno                                                                  | Jun-hwan Cha                                                               | Ilia Malinin                                                               |
| 2024       | Montreal                                                                   | Ilia Malinin                                                               | Yūma Kagiyama                                                              | Adam Siao Him Fa                                                           |
| 2025       | Boston                                                                     | Ilia Malinin                                                               | Mikhail Shaidorov                                                          | Yūma Kagiyama                                                              |

### Singolo femminile
| Anno       | Luogo                                                                      | Oro                                                                        | Argento                                                                    | Bronzo                                                                     |
| 1906       | Davos                                                                      | Madge Syers                                                                | Jenny Herz                                                                 | Lily Kronberger                                                            |
| 1907       | Vienna                                                                     | Madge Syers                                                                | Jenny Herz                                                                 | Lily Kronberger                                                            |
| 1908       | Opava                                                                      | Lily Kronberger                                                            | Elsa Rendschmidt                                                           |                                                                            |
| 1909       | Budapest                                                                   | Lily Kronberger                                                            |                                                                            |                                                                            |
| 1910       | Berlino                                                                    | Lily Kronberger                                                            | Elsa Rendschmidt                                                           |                                                                            |
| 1911       | Vienna                                                                     | Lily Kronberger                                                            | Opika von Méray Horváth                                                    | Ludowika Jakobsson-Eilers                                                  |
| 1912       | Davos                                                                      | Opika von Méray Horváth                                                    | Dorothy Greenhough-Smith                                                   | Phyllis Johnson                                                            |
| 1913       | Stoccolma                                                                  | Opika von Méray Horváth                                                    | Phyllis Johnson                                                            | Svea Norén                                                                 |
| 1914       | Sankt Moritz                                                               | Opika von Méray Horváth                                                    | Angela Hanka                                                               | Phyllis Johnson                                                            |
| 1915– 1921 | La competizione non si è svolta a causa della prima guerra mondiale        | La competizione non si è svolta a causa della prima guerra mondiale        | La competizione non si è svolta a causa della prima guerra mondiale        | La competizione non si è svolta a causa della prima guerra mondiale        |
| 1922       | Stoccolma                                                                  | Herma Szabo                                                                | Svea Norén                                                                 | Margot Moe                                                                 |
| 1923       | Vienna                                                                     | Herma Szabo                                                                | Gisela Reichmann                                                           | Svea Norén                                                                 |
| 1924       | Oslo                                                                       | Herma Szabo                                                                | Ellen Brockhöft                                                            | Beatrix Loughran                                                           |
| 1925       | Davos                                                                      | Herma Szabo                                                                | Ellen Brockhöft                                                            | Elisabeth Böckel                                                           |
| 1926       | Stoccolma                                                                  | Herma Szabo                                                                | Sonja Henie                                                                | Kathleen Shaw                                                              |
| 1927       | Oslo                                                                       | Sonja Henie                                                                | Herma Szabo                                                                | Karen Simensen                                                             |
| 1928       | Londra                                                                     | Sonja Henie                                                                | Maribel Vinson                                                             | Fritzi Burger                                                              |
| 1929       | Budapest                                                                   | Sonja Henie                                                                | Fritzi Burger                                                              | Melitta Brunner                                                            |
| 1930       | New York                                                                   | Sonja Henie                                                                | Cecil Smith                                                                | Maribel Vinson                                                             |
| 1931       | Berlino                                                                    | Sonja Henie                                                                | Hilde Holovsky                                                             | Fritzi Burger                                                              |
| 1932       | Montréal                                                                   | Sonja Henie                                                                | Fritzi Burger                                                              | Constance Wilson-Samuel                                                    |
| 1933       | Stoccolma                                                                  | Sonja Henie                                                                | Vivi-Anne Hultén                                                           | Hilde Holovsky                                                             |
| 1934       | Oslo                                                                       | Sonja Henie                                                                | Megan Taylor                                                               | Liselotte Landbeck                                                         |
| 1935       | Vienna                                                                     | Sonja Henie                                                                | Cecilia Colledge                                                           | Vivi-Anne Hultén                                                           |
| 1936       | Parigi                                                                     | Sonja Henie                                                                | Megan Taylor                                                               | Vivi-Anne Hultén                                                           |
| 1937       | Londra                                                                     | Cecilia Colledge                                                           | Megan Taylor                                                               | Vivi-Anne Hultén                                                           |
| 1938       | Stoccolma                                                                  | Megan Taylor                                                               | Cecilia Colledge                                                           | Hedy Stenuf                                                                |
| 1939       | Praga                                                                      | Megan Taylor                                                               | Hedy Stenuf                                                                | Daphne Walker                                                              |
| 1940– 1946 | La competizione non si è svolta a causa della seconda guerra mondiale      | La competizione non si è svolta a causa della seconda guerra mondiale      | La competizione non si è svolta a causa della seconda guerra mondiale      | La competizione non si è svolta a causa della seconda guerra mondiale      |
| 1947       | Stoccolma                                                                  | Barbara Ann Scott                                                          | Daphne Walker                                                              | Gretchen Merrill                                                           |
| 1948       | Davos                                                                      | Barbara Ann Scott                                                          | Eva Pawlik                                                                 | Jiřína Nekolová                                                            |
| 1949       | Parigi                                                                     | Alena Vrzáňová                                                             | Yvonne Sherman                                                             | Jeannette Altwegg                                                          |
| 1950       | Londra                                                                     | Alena Vrzáňová                                                             | Jeannette Altwegg                                                          | Yvonne Sherman                                                             |
| 1951       | Milano                                                                     | Jeannette Altwegg                                                          | Jacqueline du Bief                                                         | Sonya Klopfer                                                              |
| 1952       | Parigi                                                                     | Jacqueline du Bief                                                         | Sonya Klopfer                                                              | Virginia Baxter                                                            |
| 1953       | Davos                                                                      | Tenley Albright                                                            | Gundi Busch                                                                | Valda Osborn                                                               |
| 1954       | Oslo                                                                       | Gundi Busch                                                                | Tenley Albright                                                            | Erica Batchelor                                                            |
| 1955       | Vienna                                                                     | Tenley Albright                                                            | Carol Heiss                                                                | Hanna Eigel                                                                |
| 1956       | Garmisch-Partenkirchen                                                     | Carol Heiss                                                                | Tenley Albright                                                            | Ingrid Wendl                                                               |
| 1957       | Colorado Springs                                                           | Carol Heiss                                                                | Hanna Eigel                                                                | Ingrid Wendl                                                               |
| 1958       | Parigi                                                                     | Carol Heiss                                                                | Ingrid Wendl                                                               | Hanna Walter                                                               |
| 1959       | Colorado Springs                                                           | Carol Heiss                                                                | Hanna Walter                                                               | Sjoukje Dijkstra                                                           |
| 1960       | Vancouver                                                                  | Carol Heiss                                                                | Sjoukje Dijkstra                                                           | Barbara Ann Roles                                                          |
| 1961       | La competizione non si è svolta a causa dello schianto del volo Sabena 548 | La competizione non si è svolta a causa dello schianto del volo Sabena 548 | La competizione non si è svolta a causa dello schianto del volo Sabena 548 | La competizione non si è svolta a causa dello schianto del volo Sabena 548 |
| 1962       | Praga                                                                      | Sjoukje Dijkstra                                                           | Wendy Griner                                                               | Regine Heitzer                                                             |
| 1963       | Cortina d'Ampezzo                                                          | Sjoukje Dijkstra                                                           | Regine Heitzer                                                             | Nicole Hassler                                                             |
| 1964       | Dortmund                                                                   | Sjoukje Dijkstra                                                           | Regine Heitzer                                                             | Petra Burka                                                                |
| 1965       | Colorado Springs                                                           | Petra Burka                                                                | Regine Heitzer                                                             | Peggy Fleming                                                              |
| 1966       | Davos                                                                      | Peggy Fleming                                                              | Gabriele Seyfert                                                           | Petra Burka                                                                |
| 1967       | Vienna                                                                     | Peggy Fleming                                                              | Gabriele Seyfert                                                           | Hana Mašková                                                               |
| 1968       | Ginevra                                                                    | Peggy Fleming                                                              | Gabriele Seyfert                                                           | Hana Mašková                                                               |
| 1969       | Colorado Springs                                                           | Gabriele Seyfert                                                           | Beatrix Schuba                                                             | Zsuzsa Almássy                                                             |
| 1970       | Lubiana                                                                    | Gabriele Seyfert                                                           | Beatrix Schuba                                                             | Julie Lynn Holmes                                                          |
| 1971       | Lione                                                                      | Beatrix Schuba                                                             | Julie Lynn Holmes                                                          | Karen Magnussen                                                            |
| 1972       | Calgary                                                                    | Beatrix Schuba                                                             | Karen Magnussen                                                            | Janet Lynn                                                                 |
| 1973       | Bratislava                                                                 | Karen Magnussen                                                            | Janet Lynn                                                                 | Christine Errath                                                           |
| 1974       | Monaco di Baviera                                                          | Christine Errath                                                           | Dorothy Hamill                                                             | Dianne de Leeuw                                                            |
| 1975       | Colorado Springs                                                           | Dianne de Leeuw                                                            | Dorothy Hamill                                                             | Christine Errath                                                           |
| 1976       | Göteborg                                                                   | Dorothy Hamill                                                             | Christine Errath                                                           | Dianne de Leeuw                                                            |
| 1977       | Tokyo                                                                      | Linda Fratianne                                                            | Anett Pötzsch                                                              | Dagmar Lurz                                                                |
| 1978       | Ottawa                                                                     | Anett Pötzsch                                                              | Linda Fratianne                                                            | Susanna Driano                                                             |
| 1979       | Vienna                                                                     | Linda Fratianne                                                            | Anett Pötzsch                                                              | Emi Watanabe                                                               |
| 1980       | Dortmund                                                                   | Anett Pötzsch                                                              | Dagmar Lurz                                                                | Linda Fratianne                                                            |
| 1981       | Hartford                                                                   | Denise Biellmann                                                           | Elaine Zayak                                                               | Claudia Kristofics-Binder                                                  |
| 1982       | Copenaghen                                                                 | Elaine Zayak                                                               | Katarina Witt                                                              | Claudia Kristofics-Binder                                                  |
| 1983       | Helsinki                                                                   | Rosalynn Sumners                                                           | Claudia Leistner                                                           | Elena Vodorezova                                                           |
| 1984       | Ottawa                                                                     | Katarina Witt                                                              | Anna Kondrašova                                                            | Elaine Zayak                                                               |
| 1985       | Tokyo                                                                      | Katarina Witt                                                              | Kira Ivanova                                                               | Tiffany Chin                                                               |
| 1986       | Ginevra                                                                    | Debi Thomas                                                                | Katarina Witt                                                              | Tiffany Chin                                                               |
| 1987       | Cincinnati                                                                 | Katarina Witt                                                              | Debi Thomas                                                                | Caryn Kadavy                                                               |
| 1988       | Budapest                                                                   | Katarina Witt                                                              | Elizabeth Manley                                                           | Debi Thomas                                                                |
| 1989       | Parigi                                                                     | Midori Itō                                                                 | Claudia Leistner                                                           | Jill Trenary                                                               |
| 1990       | Halifax                                                                    | Jill Trenary                                                               | Midori Itō                                                                 | Holly Cook                                                                 |
| 1991       | Monaco di Baviera                                                          | Kristi Yamaguchi                                                           | Tonya Harding                                                              | Nancy Kerrigan                                                             |
| 1992       | Oakland                                                                    | Kristi Yamaguchi                                                           | Nancy Kerrigan                                                             | Chen Lu                                                                    |
| 1993       | Praga                                                                      | Oksana Bajul                                                               | Surya Bonaly                                                               | Chen Lu                                                                    |
| 1994       | Chiba                                                                      | Yuka Satō                                                                  | Surya Bonaly                                                               | Tanja Szewczenko                                                           |
| 1995       | Birmingham                                                                 | Chen Lu                                                                    | Surya Bonaly                                                               | Nicole Bobek                                                               |
| 1996       | Edmonton                                                                   | Michelle Kwan                                                              | Chen Lu                                                                    | Irina Sluckaja                                                             |
| 1997       | Losanna                                                                    | Tara Lipinski                                                              | Michelle Kwan                                                              | Vanessa Gusmeroli                                                          |
| 1998       | Minneapolis                                                                | Michelle Kwan                                                              | Irina Sluckaja                                                             | Marija Butyrskaja                                                          |
| 1999       | Helsinki                                                                   | Marija Butyrskaja                                                          | Michelle Kwan                                                              | Julija Soldatova                                                           |
| 2000       | Nizza                                                                      | Michelle Kwan                                                              | Irina Sluckaja                                                             | Marija Butyrskaja                                                          |
| 2001       | Vancouver                                                                  | Michelle Kwan                                                              | Irina Sluckaja                                                             | Sarah Hughes                                                               |
| 2002       | Nagano                                                                     | Irina Sluckaja                                                             | Michelle Kwan                                                              | Fumie Suguri                                                               |
| 2003       | Washington                                                                 | Michelle Kwan                                                              | Elena Sokolova                                                             | Fumie Suguri                                                               |
| 2004       | Dortmund                                                                   | Shizuka Arakawa                                                            | Sasha Cohen                                                                | Michelle Kwan                                                              |
| 2005       | Mosca                                                                      | Irina Sluckaja                                                             | Sasha Cohen                                                                | Carolina Kostner                                                           |
| 2006       | Calgary                                                                    | Kimmie Meissner                                                            | Fumie Suguri                                                               | Sasha Cohen                                                                |
| 2007       | Tokyo                                                                      | Miki Andō                                                                  | Mao Asada                                                                  | Kim Yu-na                                                                  |
| 2008       | Göteborg                                                                   | Mao Asada                                                                  | Carolina Kostner                                                           | Kim Yu-na                                                                  |
| 2009       | Los Angeles                                                                | Kim Yu-na                                                                  | Joannie Rochette                                                           | Miki Andō                                                                  |
| 2010       | Torino                                                                     | Mao Asada                                                                  | Kim Yu-na                                                                  | Laura Lepistö                                                              |
| 2011       | Mosca                                                                      | Miki Andō                                                                  | Kim Yu-na                                                                  | Carolina Kostner                                                           |
| 2012       | Nizza                                                                      | Carolina Kostner                                                           | Alëna Leonova                                                              | Akiko Suzuki                                                               |
| 2013       | London                                                                     | Kim Yu-na                                                                  | Carolina Kostner                                                           | Mao Asada                                                                  |
| 2014       | Saitama                                                                    | Mao Asada                                                                  | Julija Lipnickaja                                                          | Carolina Kostner                                                           |
| 2015       | Shanghai                                                                   | Elizaveta Tuktamyševa                                                      | Satoko Miyahara                                                            | Elena Radionova                                                            |
| 2016       | Boston                                                                     | Evgenija Medvedeva                                                         | Ashley Wagner                                                              | Anna Pogorilaja                                                            |
| 2017       | Helsinki                                                                   | Evgenija Medvedeva                                                         | Kaetlyn Osmond                                                             | Gabrielle Daleman                                                          |
| 2018       | Milano                                                                     | Kaetlyn Osmond                                                             | Wakaba Higuchi                                                             | Satoko Miyahara                                                            |
| 2019       | Saitama                                                                    | Alina Zagitova                                                             | Elizabet Tursynbaeva                                                       | Evgenija Medvedeva                                                         |
| 2020       | Montréal                                                                   | La competizione non si è svolta a causa della pandemia di COVID-19         | La competizione non si è svolta a causa della pandemia di COVID-19         | La competizione non si è svolta a causa della pandemia di COVID-19         |
| 2021       | Stoccolma                                                                  | Anna Ščerbakova                                                            | Elizaveta Tuktamyševa                                                      | Aleksandra Trusova                                                         |
| 2022       | Montpellier                                                                | Kaori Sakamoto                                                             | Loena Hendrickx                                                            | Alysa Liu                                                                  |
| 2023       | Saitama                                                                    | Kaori Sakamoto                                                             | Lee Hae-in                                                                 | Loena Hendrickx                                                            |
| 2024       | Montreal                                                                   | Kaori Sakamoto                                                             | Isabeau Levito                                                             | Kim Chae-yeon                                                              |
| 2025       | Boston                                                                     | Alysa Liu                                                                  | Kaori Sakamoto                                                             | Mone Chiba                                                                 |

### Coppie
| Anno       | Luogo                                                                      | Oro                                                                        | Argento                                                                    | Bronzo                                                                     |
| 1908       | San Pietroburgo                                                            | Anna Hübler / Heinrich Burger                                              | Phyllis Johnson / James H. Johnson                                         | Lidija Popova / A. L. Fischer                                              |
| 1909       | Stoccolma                                                                  | Phyllis Johnson / James H. Johnson                                         | Valborg Lindahl / Nils Rosenius                                            | Gertrud Ström / Richard Johansson                                          |
| 1910       | Berlino                                                                    | Anna Hübler / Heinrich Burger                                              | Ludowika Eilers / Walter Jakobsson                                         | Phyllis Johnson / James H. Johnson                                         |
| 1911       | Vienna                                                                     | Ludowika Jakobsson-Eilers / Walter Jakobsson                               |                                                                            |                                                                            |
| 1912       | Manchester                                                                 | Phyllis Johnson / James H. Johnson                                         | Ludowika Jakobsson-Eilers / Walter Jakobsson                               | Alexia Bryn / Yngvar Bryn                                                  |
| 1913       | Stoccolma                                                                  | Helene Engelmann / Karl Mejstrik                                           | Ludowika Jakobsson-Eilers / Walter Jakobsson                               | Christa von Szabó / Leo Horwitz                                            |
| 1914       | Sankt Moritz                                                               | Ludowika Jakobsson-Eilers / Walter Jakobsson                               | Helene Engelmann / Karl Mejstrik                                           | Christa von Szabó / Leo Horwitz                                            |
| 1915– 1921 | La competizione non si è svolta a causa della prima guerra mondiale        | La competizione non si è svolta a causa della prima guerra mondiale        | La competizione non si è svolta a causa della prima guerra mondiale        | La competizione non si è svolta a causa della prima guerra mondiale        |
| 1922       | Davos                                                                      | Helene Engelmann / Alfred Berger                                           | Ludowika Jakobsson-Eilers / Walter Jakobsson                               | Margarete Metzner / Paul Metzner                                           |
| 1923       | Oslo                                                                       | Ludowika Jakobsson-Eilers / Walter Jakobsson                               | Alexia Bryn / Yngvar Bryn                                                  | Elna Henrikson / Kaj af Ekström                                            |
| 1924       | Manchester                                                                 | Helene Engelmann / Alfred Berger                                           | Ethel Muckelt / John Page                                                  | Elna Henrikson / Kaj af Ekström                                            |
| 1925       | Vienna                                                                     | Herma Szabo / Ludwig Wrede                                                 | Andreé Joly-Brunet / Pierre Brunet                                         | Lilly Scholz / Otto Kaiser                                                 |
| 1926       | Berlino                                                                    | Andreé Joly-Brunet / Pierre Brunet                                         | Lilly Scholz / Otto Kaiser                                                 | Herma Szabo / Ludwig Wrede                                                 |
| 1927       | Vienna                                                                     | Herma Szabo / Ludwig Wrede                                                 | Lilly Scholz / Otto Kaiser                                                 | Else Hoppe / Oscar Hoppe                                                   |
| 1928       | Londra                                                                     | Andreé Joly-Brunet / Pierre Brunet                                         | Lilly Scholz / Otto Kaiser                                                 | Melitta Brunner / Ludwig Wrede                                             |
| 1929       | Budapest                                                                   | Lilly Scholz / Otto Kaiser                                                 | Melitta Brunner / Ludwig Wrede                                             | Olga Orgonista / Sándor Szalay                                             |
| 1930       | New York                                                                   | Andreé Joly-Brunet / Pierre Brunet                                         | Melitta Brunner / Ludwig Wrede                                             | Beatrix Loughran / Sherwin Badger                                          |
| 1931       | Berlino                                                                    | Emília Rotter / László Szollás                                             | Olga Orgonista / Sándor Szalay                                             | Idi Papez / Karl Zwack                                                     |
| 1932       | Montréal                                                                   | Andreé Joly-Brunet / Pierre Brunet                                         | Emília Rotter / László Szollás                                             | Beatrix Loughran / Sherwin Badger                                          |
| 1933       | Stoccolma                                                                  | Emília Rotter / László Szollás                                             | Idi Papez / Karl Zwack                                                     | Randi Bakke / Christen Christensen                                         |
| 1934       | Helsinki                                                                   | Emília Rotter / László Szollás                                             | Idi Papez / Karl Zwack                                                     | Maxi Herber / Ernst Baier                                                  |
| 1935       | Budapest                                                                   | Emília Rotter / László Szollás                                             | Ilse Pausin / Erich Pausin                                                 | Lucy Gallo / Rezso Dillinger                                               |
| 1936       | Parigi                                                                     | Maxi Herber / Ernst Baier                                                  | Ilse Pausin / Erich Pausin                                                 | Violet Cliff / Leslie Cliff                                                |
| 1937       | Londra                                                                     | Maxi Herber / Ernst Baier                                                  | Ilse Pausin / Erich Pausin                                                 | Violet Cliff / Leslie Cliff                                                |
| 1938       | Berlino                                                                    | Maxi Herber / Ernst Baier                                                  | Ilse Pausin / Erich Pausin                                                 | Inge Koch / Günther Noack                                                  |
| 1939       | Budapest                                                                   | Maxi Herber / Ernst Baier                                                  | Ilse Pausin / Erich Pausin                                                 | Inge Koch / Günther Noack                                                  |
| 1940– 1946 | La competizione non si è svolta a causa della seconda guerra mondiale      | La competizione non si è svolta a causa della seconda guerra mondiale      | La competizione non si è svolta a causa della seconda guerra mondiale      | La competizione non si è svolta a causa della seconda guerra mondiale      |
| 1947       | Stoccolma                                                                  | Micheline Lannoy / Pierre Baugniet                                         | Karol Kennedy / Peter Kennedy                                              | Suzanne Diskeuve / Edmond Verbustel                                        |
| 1948       | Davos                                                                      | Micheline Lannoy / Pierre Baugniet                                         | Andrea Kékesy / Ede Király                                                 | Suzanne Morrow / Wallace Diestelmeyer                                      |
| 1949       | Parigi                                                                     | Andrea Kékesy / Ede Király                                                 | Karol Kennedy / Peter Kennedy                                              | Ann Davies / Carleton Hoffner                                              |
| 1950       | Londra                                                                     | Karol Kennedy / Peter Kennedy                                              | Jennifer Nicks / John Nicks                                                | Marianna Nagy / László Nagy                                                |
| 1951       | Milano                                                                     | Ria Baran / Paul Falk                                                      | Karol Kennedy / Peter Kennedy                                              | Jennifer Nicks / John Nicks                                                |
| 1952       | Parigi                                                                     | Ria Baran / Paul Falk                                                      | Karol Kennedy / Peter Kennedy                                              | Jennifer Nicks / John Nicks                                                |
| 1953       | Davos                                                                      | Jennifer Nicks / John Nicks                                                | Frances Dafoe / Norris Bowden                                              | Marianna Nagy / László Nagy                                                |
| 1954       | Oslo                                                                       | Frances Dafoe / Norris Bowden                                              | Silvia Grandjean / Michel Grandjean                                        | Sissy Schwarz / Kurt Oppelt                                                |
| 1955       | Vienna                                                                     | Frances Dafoe / Norris Bowden                                              | Sissy Schwarz / Kurt Oppelt                                                | Marianna Nagy / László Nagy                                                |
| 1956       | Garmisch-Partenkirchen                                                     | Sissy Schwarz / Kurt Oppelt                                                | Frances Dafoe / Norris Bowden                                              | Marika Kilius / Franz Ningel                                               |
| 1957       | Colorado Springs                                                           | Barbara Wagner / Robert Paul                                               | Marika Kilius / Franz Ningel                                               | Maria Jelinek / Otto Jelinek                                               |
| 1958       | Parigi                                                                     | Barbara Wagner / Robert Paul                                               | Věra Suchánková / Zdeněk Doležal                                           | Maria Jelinek / Otto Jelinek                                               |
| 1959       | Colorado Springs                                                           | Barbara Wagner / Robert Paul                                               | Marika Kilius / Hans-Jürgen Bäumler                                        | Nancy Ludington / Ronald Ludington                                         |
| 1960       | Vancouver                                                                  | Barbara Wagner / Robert Paul                                               | Maria Jelinek / Otto Jelinek                                               | Marika Kilius / Hans-Jürgen Bäumler                                        |
| 1961       | La competizione non si è svolta a causa dello schianto del volo Sabena 548 | La competizione non si è svolta a causa dello schianto del volo Sabena 548 | La competizione non si è svolta a causa dello schianto del volo Sabena 548 | La competizione non si è svolta a causa dello schianto del volo Sabena 548 |
| 1962       | Praga                                                                      | Maria Jelinek / Otto Jelinek                                               | Ljudmila Belousova / Oleg Protopopov                                       | Margret Göbl / Franz Ningel                                                |
| 1963       | Cortina d'Ampezzo                                                          | Marika Kilius / Hans-Jürgen Bäumler                                        | Ljudmila Belousova / Oleg Protopopov                                       | Tat'jana Žuk / Alexander Gavrilov                                          |
| 1964       | Dortmund                                                                   | Marika Kilius / Hans-Jürgen Bäumler                                        | Ljudmila Belousova / Oleg Protopopov                                       | Debbi Wilkes / Guy Revell                                                  |
| 1965       | Colorado Springs                                                           | Ljudmila Belousova / Oleg Protopopov                                       | Vivian Joseph / Ronald Joseph                                              | Tat'jana Žuk / Aleksandr Gorelik                                           |
| 1966       | Davos                                                                      | Ljudmila Belousova / Oleg Protopopov                                       | Tat'jana Žuk / Aleksandr Gorelik                                           | Cynthia Kauffman / Ronald Kauffman                                         |
| 1967       | Vienna                                                                     | Ljudmila Belousova / Oleg Protopopov                                       | Margot Glockshuber / Wolfgang Danne                                        | Cynthia Kauffman / Ronald Kauffman                                         |
| 1968       | Ginevra                                                                    | Ljudmila Belousova / Oleg Protopopov                                       | Tat'jana Žuk / Aleksandr Gorelik                                           | Cynthia Kauffman / Ronald Kauffman                                         |
| 1969       | Colorado Springs                                                           | Irina Rodnina / Aleksej Ulanov                                             | Tamara Moskvina / Aleksej Mišin                                            | Ljudmila Belousova / Oleg Protopopov                                       |
| 1970       | Lubiana                                                                    | Irina Rodnina / Aleksej Ulanov                                             | Ljudmila Smirnova / Andrej Surajkin                                        | Heidemarie Steiner / Heinz-Ulrich Walther                                  |
| 1971       | Lione                                                                      | Irina Rodnina / Aleksej Ulanov                                             | Ljudmila Smirnova / Andrej Surajkin                                        | JoJo Starbuck / Kenneth Shelley                                            |
| 1972       | Calgary                                                                    | Irina Rodnina / Aleksej Ulanov                                             | Ljudmila Smirnova / Andrej Surajkin                                        | JoJo Starbuck / Kenneth Shelley                                            |
| 1973       | Bratislava                                                                 | Irina Rodnina / Aleksandr Zajcev                                           | Ljudmila Smirnova / Aleksej Ulanov                                         | Manuela Groß / Uwe Kagelmann                                               |
| 1974       | Monaco di Baviera                                                          | Irina Rodnina / Aleksandr Zajcev                                           | Ljudmila Smirnova / Aleksej Ulanov                                         | Romy Kermer / Rolf Österreich                                              |
| 1975       | Colorado Springs                                                           | Irina Rodnina / Aleksandr Zajcev                                           | Romy Kermer / Rolf Österreich                                              | Manuela Groß / Uwe Kagelmann                                               |
| 1976       | Göteborg                                                                   | Irina Rodnina / Aleksandr Zajcev                                           | Romy Kermer / Rolf Österreich                                              | Irina Vorob'ëva / Aleksandr Vlasov                                         |
| 1977       | Tokyo                                                                      | Irina Rodnina / Aleksandr Zajcev                                           | Irina Vorob'ëva / Aleksandr Vlasov                                         | Tai Babilonia / Randy Gardner                                              |
| 1978       | Ottawa                                                                     | Irina Rodnina / Aleksandr Zajcev                                           | Manuela Mager / Uwe Bewersdorf                                             | Tai Babilonia / Randy Gardner                                              |
| 1979       | Vienna                                                                     | Tai Babilonia / Randy Gardner                                              | Marina Čerkasova / Sergej Šachraj                                          | Sabine Baeß / Tassilo Thierbach                                            |
| 1980       | Dortmund                                                                   | Marina Čerkasova / Sergej Šachraj                                          | Manuela Mager / Uwe Bewersdorf                                             | Marina Pestova / Stanislav Leonovič                                        |
| 1981       | Hartford                                                                   | Irina Vorob'ëva / Igor' Lisovskij                                          | Sabine Baeß / Tassilo Thierbach                                            | Christina Riegel / Andreas Nischwitz                                       |
| 1982       | Copenaghen                                                                 | Sabine Baeß / Tassilo Thierbach                                            | Marina Pestova / Stanislav Leonovič                                        | Caitlin Carruthers / Peter Carruthers                                      |
| 1983       | Helsinki                                                                   | Elena Valova / Oleg Vasil'ev                                               | Sabine Baeß / Tassilo Thierbach                                            | Barbara Underhill / Paul Martini                                           |
| 1984       | Ottawa                                                                     | Barbara Underhill / Paul Martini                                           | Elena Valova / Oleg Vasil'ev                                               | Sabine Baeß / Tassilo Thierbach                                            |
| 1985       | Tokyo                                                                      | Elena Valova / Oleg Vasil'ev                                               | Larisa Seleznëva / Oleg Makarov                                            | Katherina Matousek / Lloyd Eisler                                          |
| 1986       | Ginevra                                                                    | Ekaterina Gordeeva / Sergej Grin'kov                                       | Elena Valova / Oleg Vasil'ev                                               | Cynthia Coull / Mark Rowsom                                                |
| 1987       | Cincinnati                                                                 | Ekaterina Gordeeva / Sergej Grin'kov                                       | Elena Valova / Oleg Vasil'ev                                               | Jill Watson / Peter Oppegard                                               |
| 1988       | Budapest                                                                   | Elena Valova / Oleg Vasil'ev                                               | Ekaterina Gordeeva / Sergej Grin'kov                                       | Larisa Seleznëva / Oleg Makarov                                            |
| 1989       | Parigi                                                                     | Ekaterina Gordeeva / Sergej Grin'kov                                       | Cindy Landry / Lyndon Johnston                                             | Elena Bečke / Denis Petrov                                                 |
| 1990       | Halifax                                                                    | Ekaterina Gordeeva / Sergej Grin'kov                                       | Isabelle Brasseur / Lloyd Eisler                                           | Natal'ja Miškutënok / Artur Dmitriev                                       |
| 1991       | Monaco di Baviera                                                          | Natal'ja Miškutënok / Artur Dmitriev                                       | Isabelle Brasseur / Lloyd Eisler                                           | Natasha Kuchiki / Todd Sand                                                |
| 1992       | Oakland                                                                    | Natal'ja Miškutënok / Artur Dmitriev                                       | Radka Kovaříková / René Novotný                                            | Isabelle Brasseur / Lloyd Eisler                                           |
| 1993       | Praga                                                                      | Isabelle Brasseur / Lloyd Eisler                                           | Mandy Wötzel / Ingo Steuer                                                 | Evgenija Šiškova / Vadim Naumov                                            |
| 1994       | Chiba                                                                      | Evgenija Šiškova / Vadim Naumov                                            | Isabelle Brasseur / Lloyd Eisler                                           | Marina El'cova / Andrej Buškov                                             |
| 1995       | Birmingham                                                                 | Radka Kovaříková / René Novotný                                            | Evgenija Šiškova / Vadim Naumov                                            | Jenni Meno / Todd Sand                                                     |
| 1996       | Edmonton                                                                   | Marina El'cova / Andrej Buškov                                             | Mandy Wötzel / Ingo Steuer                                                 | Jenni Meno / Todd Sand                                                     |
| 1997       | Losanna                                                                    | Mandy Wötzel / Ingo Steuer                                                 | Marina El'cova / Andrej Buškov                                             | Oksana Kazakova / Artur Dmitriev                                           |
| 1998       | Minneapolis                                                                | Elena Berežnaja / Anton Sicharulidze                                       | Jenni Meno / Todd Sand                                                     | Peggy Schwarz / Mirko Müller                                               |
| 1999       | Helsinki                                                                   | Elena Berežnaja / Anton Sicharulidze                                       | Shen Xue / Zhao Hongbo                                                     | Dorota Zagórska / Mariusz Siudek                                           |
| 2000       | Nizza                                                                      | Marija Petrova / Aleksej Tichonov                                          | Shen Xue / Zhao Hongbo                                                     | Sarah Abitbol / Stéphane Bernadis                                          |
| 2001       | Vancouver                                                                  | Jamie Salé / David Pelletier                                               | Elena Berežnaja / Anton Sicharulidze                                       | Shen Xue / Zhao Hongbo                                                     |
| 2002       | Nagano                                                                     | Shen Xue / Zhao Hongbo                                                     | Tat'jana Tot'mjanina / Maksim Marinin                                      | Kyoko Ina / John Zimmerman                                                 |
| 2003       | Washington                                                                 | Shen Xue / Zhao Hongbo                                                     | Tat'jana Tot'mjanina / Maksim Marinin                                      | Marija Petrova / Aleksej Tichonov                                          |
| 2004       | Dortmund                                                                   | Tat'jana Tot'mjanina / Maksim Marinin                                      | Shen Xue / Zhao Hongbo                                                     | Pang Qing / Tong Jian                                                      |
| 2005       | Mosca                                                                      | Tat'jana Tot'mjanina / Maksim Marinin                                      | Marija Petrova / Aleksej Tichonov                                          | Zhang Dan / Zhang Hao                                                      |
| 2006       | Calgary                                                                    | Pang Qing / Tong Jian                                                      | Zhang Dan / Zhang Hao                                                      | Marija Petrova / Aleksej Tichonov                                          |
| 2007       | Tokyo                                                                      | Shen Xue / Zhao Hongbo                                                     | Pang Qing / Tong Jian                                                      | Aliona Savchenko / Robin Szolkowy                                          |
| 2008       | Göteborg                                                                   | Aliona Savchenko / Robin Szolkowy                                          | Zhang Dan / Zhang Hao                                                      | Jessica Dubé / Bryce Davison                                               |
| 2009       | Los Angeles                                                                | Aliona Savchenko / Robin Szolkowy                                          | Zhang Dan / Zhang Hao                                                      | Juko Kavaguti / Aleksandr Smirnov                                          |
| 2010       | Torino                                                                     | Pang Qing / Tong Jian                                                      | Aliona Savchenko / Robin Szolkowy                                          | Juko Kavaguti / Aleksandr Smirnov                                          |
| 2011       | Mosca                                                                      | Aliona Savchenko / Robin Szolkowy                                          | Tat'jana Volosožar / Maksim Tran'kov                                       | Pang Qing / Tong Jian                                                      |
| 2012       | Nizza                                                                      | Aliona Savchenko / Robin Szolkowy                                          | Tat'jana Volosožar / Maksim Tran'kov                                       | Narumi Takahashi / Mervin Tran                                             |
| 2013       | London                                                                     | Tat'jana Volosožar / Maksim Tran'kov                                       | Aliona Savchenko / Robin Szolkowy                                          | Meagan Duhamel / Eric Radford                                              |
| 2014       | Saitama                                                                    | Aliona Savchenko / Robin Szolkowy                                          | Ksenija Stolbova / Fëdor Klimov                                            | Meagan Duhamel / Eric Radford                                              |
| 2015       | Shanghai                                                                   | Meagan Duhamel / Eric Radford                                              | Sui Wenjing / Han Cong                                                     | Pang Qing / Tong Jian                                                      |
| 2016       | Boston                                                                     | Meagan Duhamel / Eric Radford                                              | Sui Wenjing / Han Cong                                                     | Aliona Savchenko / Bruno Massot                                            |
| 2017       | Helsinki                                                                   | Sui Wenjing / Han Cong                                                     | Aliona Savchenko / Bruno Massot                                            | Evgenija Tarasova / Vladimir Morozov                                       |
| 2018       | Milano                                                                     | Aliona Savchenko / Bruno Massot                                            | Evgenija Tarasova / Vladimir Morozov                                       | Vanessa James / Morgan Ciprès                                              |
| 2019       | Saitama                                                                    | Sui Wenjing / Han Cong                                                     | Evgenija Tarasova / Vladimir Morozov                                       | Natal'ja Zabijako / Aleksandr Ėnbert                                       |
| 2020       | Montréal                                                                   | La competizione non si è svolta a causa della pandemia di COVID-19         | La competizione non si è svolta a causa della pandemia di COVID-19         | La competizione non si è svolta a causa della pandemia di COVID-19         |
| 2021       | Stoccolma                                                                  | Anastasija Mišina / Aleksandr Galljamov                                    | Sui Wenjing / Han Cong                                                     | Aleksandra Bojkova / Dmitrij Kozlovskij                                    |
| 2022       | Montpellier                                                                | Alexa Scimeca Knierim / Brandon Frazier                                    | Riku Miura / Ryūichi Kihara                                                | Vanessa James / Eric Radford                                               |
| 2023       | Saitama                                                                    | Riku Miura / Ryūichi Kihara                                                | Alexa Scimeca Knierim / Brandon Frazier                                    | Sara Conti / Niccolò Macii                                                 |
| 2024       | Montreal                                                                   | Deanna Stellato-Dudek / Maxime Deschamps                                   | Riku Miura / Ryūichi Kihara                                                | Minerva Fabienne Hase / Nikita Volodin                                     |
| 2025       | Boston                                                                     | Riku Miura / Ryūichi Kihara                                                | Minerva Fabienne Hase / Nikita Volodin                                     | Sara Conti / Niccolò Macii                                                 |

### Danza su ghiaccio
| Anno | Luogo                                                                      | Oro                                                                        | Argento                                                                    | Bronzo                                                                     |
| 1952 | Parigi                                                                     | Jean Westwood / Lawrence Demmy                                             | Joan Dewhirst / John Slater                                                | Carol Ann Peters / Daniel Ryan                                             |
| 1953 | Davos                                                                      | Jean Westwood / Lawrence Demmy                                             | Joan Dewhirst / John Slater                                                | Carol Ann Peters / Daniel Ryan                                             |
| 1954 | Oslo                                                                       | Jean Westwood / Lawrence Demmy                                             | Nesta Davies / Paul Thomas                                                 | Carmel Bodel / Edward Bodel                                                |
| 1955 | Vienna                                                                     | Jean Westwood / Lawrence Demmy                                             | Pamela Weight / Paul Thomas                                                | Barbara Radford / Raymond Lockwood                                         |
| 1956 | Garmisch-Partenkirchen                                                     | Pamela Weight / Paul Thomas                                                | June Markham / Courtney Jones                                              | Barbara Thompson / Gerard Rigby                                            |
| 1957 | Colorado Springs                                                           | June Markham / Courtney Jones                                              | Geraldine Fenton / William McLachlan                                       | Sharon McKenzie / Bert Wright                                              |
| 1958 | Parigi                                                                     | June Markham / Courtney Jones                                              | Geraldine Fenton / William McLachlan                                       | Andree Anderson / Donald Jacoby                                            |
| 1959 | Colorado Springs                                                           | Doreen Denny / Courtney Jones                                              | Andree Anderson / Donald Jacoby                                            | Geraldine Fenton / William McLachlan                                       |
| 1960 | Vancouver                                                                  | Doreen Denny / Courtney Jones                                              | Virginia Thompson / William McLachlan                                      | Christiane Guhel / Jean Paul Guhel                                         |
| 1961 | La competizione non si è svolta a causa dello schianto del volo Sabena 548 | La competizione non si è svolta a causa dello schianto del volo Sabena 548 | La competizione non si è svolta a causa dello schianto del volo Sabena 548 | La competizione non si è svolta a causa dello schianto del volo Sabena 548 |
| 1962 | Praga                                                                      | Eva Romanová / Pavel Roman                                                 | Christiane Guhel / Jean Paul Guhel                                         | Virginia Thompson / William McLachlan                                      |
| 1963 | Cortina d'Ampezzo                                                          | Eva Romanová / Pavel Roman                                                 | Linda Shearman / Michael Phillips                                          | Paulette Doan / Kenneth Ormsby                                             |
| 1964 | Dortmund                                                                   | Eva Romanová / Pavel Roman                                                 | Paulette Doan / Kenneth Ormsby                                             | Janet Sawbridge / David Hickinbottom                                       |
| 1965 | Colorado Springs                                                           | Eva Romanová / Pavel Roman                                                 | Janet Sawbridge / David Hickinbottom                                       | Lorna Dyer / John Carrell                                                  |
| 1966 | Davos                                                                      | Diane Towler / Bernard Ford                                                | Kristin Fortune / Dennis Sveum                                             | Lorna Dyer / John Carrell                                                  |
| 1967 | Vienna                                                                     | Diane Towler / Bernard Ford                                                | Lorna Dyer / John Carrell                                                  | Yvonne Suddick / Malcolm Cannon                                            |
| 1968 | Ginevra                                                                    | Diane Towler / Bernard Ford                                                | Yvonne Suddick / Malcolm Cannon                                            | Janet Sawbridge / Jon Lane                                                 |
| 1969 | Colorado Springs                                                           | Diane Towler / Bernard Ford                                                | Ljudmila Pachomova / Aleksandr Gorškov                                     | Judy Schwomeyer / James Sladky                                             |
| 1970 | Lubiana                                                                    | Ljudmila Pachomova / Aleksandr Gorškov                                     | Judy Schwomeyer / James Sladky                                             | Angelika Buck / Erich Buck                                                 |
| 1971 | Lione                                                                      | Ljudmila Pachomova / Aleksandr Gorškov                                     | Angelika Buck / Erich Buck                                                 | Judy Schwomeyer / James Sladky                                             |
| 1972 | Calgary                                                                    | Ljudmila Pachomova / Aleksandr Gorškov                                     | Angelika Buck / Erich Buck                                                 | Judy Schwomeyer / James Sladky                                             |
| 1973 | Bratislava                                                                 | Ljudmila Pachomova / Aleksandr Gorškov                                     | Angelika Buck / Erich Buck                                                 | Hilary Green / Glyn Watts                                                  |
| 1974 | Monaco di Baviera                                                          | Ljudmila Pachomova / Aleksandr Gorškov                                     | Hilary Green / Glyn Watts                                                  | Natal'ja Liničuk / Gennadij Karponosov                                     |
| 1975 | Colorado Springs                                                           | Irina Moiseeva / Andrej Minenkov                                           | Colleen O'Connor / James Millns                                            | Hilary Green / Glyn Watts                                                  |
| 1976 | Göteborg                                                                   | Ljudmila Pachomova / Aleksandr Gorškov                                     | Irina Moiseeva / Andrej Minenkov                                           | Colleen O'Connor / James Millns                                            |
| 1977 | Tokyo                                                                      | Irina Moiseeva / Andrej Minenkov                                           | Janet Thompson / Warren Maxwell                                            | Natal'ja Liničuk / Gennadij Karponosov                                     |
| 1978 | Ottawa                                                                     | Natal'ja Liničuk / Gennadij Karponosov                                     | Irina Moiseeva / Andrej Minenkov                                           | Krisztina Regőczy / András Sallay                                          |
| 1979 | Vienna                                                                     | Natal'ja Liničuk / Gennadij Karponosov                                     | Krisztina Regőczy / András Sallay                                          | Irina Moiseeva / Andrej Minenkov                                           |
| 1980 | Dortmund                                                                   | Krisztina Regőczy / András Sallay                                          | Natal'ja Liničuk / Gennadij Karponosov                                     | Irina Moiseeva / Andrej Minenkov                                           |
| 1981 | Hartford                                                                   | Jayne Torvill / Christopher Dean                                           | Irina Moiseeva / Andrej Minenkov                                           | Natal'ja Bestem'janova / Andrej Bukin                                      |
| 1982 | Copenaghen                                                                 | Jayne Torvill / Christopher Dean                                           | Natal'ja Bestem'janova / Andrej Bukin                                      | Irina Moiseeva / Andrej Minenkov                                           |
| 1983 | Helsinki                                                                   | Jayne Torvill / Christopher Dean                                           | Natal'ja Bestem'janova / Andrej Bukin                                      | Judy Blumberg / Michael Seibert                                            |
| 1984 | Ottawa                                                                     | Jayne Torvill / Christopher Dean                                           | Natal'ja Bestem'janova / Andrej Bukin                                      | Judy Blumberg / Michael Seibert                                            |
| 1985 | Tokyo                                                                      | Natal'ja Bestem'janova / Andrej Bukin                                      | Marina Klimova / Sergej Ponomarenko                                        | Judy Blumberg / Michael Seibert                                            |
| 1986 | Ginevra                                                                    | Natal'ja Bestem'janova / Andrej Bukin                                      | Marina Klimova / Sergej Ponomarenko                                        | Tracy Wilson / Robert McCall                                               |
| 1987 | Cincinnati                                                                 | Natal'ja Bestem'janova / Andrej Bukin                                      | Marina Klimova / Sergej Ponomarenko                                        | Tracy Wilson / Robert McCall                                               |
| 1988 | Budapest                                                                   | Natal'ja Bestem'janova / Andrej Bukin                                      | Marina Klimova / Sergej Ponomarenko                                        | Tracy Wilson / Robert McCall                                               |
| 1989 | Parigi                                                                     | Marina Klimova / Sergej Ponomarenko                                        | Majja Usova / Aleksandr Žulin                                              | Isabelle Duchesnay / Paul Duchesnay                                        |
| 1990 | Halifax                                                                    | Marina Klimova / Sergej Ponomarenko                                        | Isabelle Duchesnay / Paul Duchesnay                                        | Majja Usova / Aleksandr Žulin                                              |
| 1991 | Monaco di Baviera                                                          | Isabelle Duchesnay / Paul Duchesnay                                        | Marina Klimova / Sergej Ponomarenko                                        | Majja Usova / Aleksandr Žulin                                              |
| 1992 | Oakland                                                                    | Marina Klimova / Sergej Ponomarenko                                        | Majja Usova / Aleksandr Žulin                                              | Oksana Griščuk / Evgenij Platov                                            |
| 1993 | Praga                                                                      | Majja Usova / Aleksandr Žulin                                              | Oksana Griščuk / Evgenij Platov                                            | Anželika Krylova / Vladimir Fedorov                                        |
| 1994 | Chiba                                                                      | Oksana Griščuk / Evgenij Platov                                            | Sophie Moniotte / Pascal Lavanchy                                          | Susanna Rahkamo / Petri Kokko                                              |
| 1995 | Birmingham                                                                 | Oksana Griščuk / Evgenij Platov                                            | Susanna Rahkamo / Petri Kokko                                              | Sophie Moniotte / Pascal Lavanchy                                          |
| 1996 | Edmonton                                                                   | Oksana Griščuk / Evgenij Platov                                            | Anželika Krylova / Oleg Ovsjannikov                                        | Shae-Lynn Bourne / Victor Kraatz                                           |
| 1997 | Losanna                                                                    | Oksana Griščuk / Evgenij Platov                                            | Anželika Krylova / Oleg Ovsjannikov                                        | Shae-Lynn Bourne / Victor Kraatz                                           |
| 1998 | Minneapolis                                                                | Anželika Krylova / Oleg Ovsjannikov                                        | Marina Anisina / Gwendal Peizerat                                          | Shae-Lynn Bourne / Victor Kraatz                                           |
| 1999 | Helsinki                                                                   | Anželika Krylova / Oleg Ovsjannikov                                        | Marina Anisina / Gwendal Peizerat                                          | Shae-Lynn Bourne / Victor Kraatz                                           |
| 2000 | Nizza                                                                      | Marina Anisina / Gwendal Peizerat                                          | Barbara Fusar Poli / Maurizio Margaglio                                    | Margarita Drobiazko / Povilas Vanagas                                      |
| 2001 | Vancouver                                                                  | Barbara Fusar Poli / Maurizio Margaglio                                    | Marina Anisina / Gwendal Peizerat                                          | Irina Lobačëva / Il'ja Averbuch                                            |
| 2002 | Nagano                                                                     | Irina Lobačëva / Il'ja Averbuch                                            | Shae-Lynn Bourne / Victor Kraatz                                           | Galit Chait / Sergej Sachnovskij                                           |
| 2003 | Washington                                                                 | Shae-Lynn Bourne / Victor Kraatz                                           | Irina Lobačëva / Il'ja Averbuch                                            | Albena Denkova / Maksim Staviski                                           |
| 2004 | Dortmund                                                                   | Tat'jana Navka / Roman Kostomarov                                          | Albena Denkova / Maksim Staviski                                           | Kati Winkler / René Lohse                                                  |
| 2005 | Mosca                                                                      | Tat'jana Navka / Roman Kostomarov                                          | Tanith Belbin / Benjamin Agosto                                            | Olena Hrušyna / Ruslan Hončarov                                            |
| 2006 | Calgary                                                                    | Albena Denkova / Maksim Staviski                                           | Marie-France Dubreuil / Patrice Lauzon                                     | Tanith Belbin / Benjamin Agosto                                            |
| 2007 | Tokyo                                                                      | Albena Denkova / Maksim Staviski                                           | Marie-France Dubreuil / Patrice Lauzon                                     | Tanith Belbin / Benjamin Agosto                                            |
| 2008 | Göteborg                                                                   | Isabelle Delobel / Olivier Schoenfelder                                    | Tessa Virtue / Scott Moir                                                  | Jana Chochlova / Sergej Novickij                                           |
| 2009 | Los Angeles                                                                | Oksana Domnina / Maksim Šabalin                                            | Tanith Belbin / Benjamin Agosto                                            | Tessa Virtue / Scott Moir                                                  |
| 2010 | Torino                                                                     | Tessa Virtue / Scott Moir                                                  | Meryl Davis / Charlie White                                                | Federica Faiella / Massimo Scali                                           |
| 2011 | Mosca                                                                      | Meryl Davis / Charlie White                                                | Tessa Virtue / Scott Moir                                                  | Maia Shibutani / Alex Shibutani                                            |
| 2012 | Nizza                                                                      | Tessa Virtue / Scott Moir                                                  | Meryl Davis / Charlie White                                                | Nathalie Péchalat / Fabian Bourzat                                         |
| 2013 | London                                                                     | Meryl Davis / Charlie White                                                | Tessa Virtue / Scott Moir                                                  | Ekaterina Bobrova / Dmitrij Solov'ëv                                       |
| 2014 | Saitama                                                                    | Anna Cappellini / Luca Lanotte                                             | Kaitlyn Weaver / Andrew Poje                                               | Nathalie Péchalat / Fabian Bourzat                                         |
| 2015 | Shanghai                                                                   | Gabriella Papadakis / Guillaume Cizeron                                    | Madison Chock / Evan Bates                                                 | Kaitlyn Weaver / Andrew Poje                                               |
| 2016 | Boston                                                                     | Gabriella Papadakis / Guillaume Cizeron                                    | Maia Shibutani / Alex Shibutani                                            | Madison Chock / Evan Bates                                                 |
| 2017 | Helsinki                                                                   | Tessa Virtue / Scott Moir                                                  | Gabriella Papadakis / Guillaume Cizeron                                    | Maia Shibutani / Alex Shibutani                                            |
| 2018 | Milano                                                                     | Gabriella Papadakis / Guillaume Cizeron                                    | Madison Hubbell / Zachary Donohue                                          | Kaitlyn Weaver / Andrew Poje                                               |
| 2019 | Saitama                                                                    | Gabriella Papadakis / Guillaume Cizeron                                    | Viktorija Sinicina / Nikita Kacalapov                                      | Madison Hubbell / Zachary Donohue                                          |
| 2020 | Montréal                                                                   | La competizione non si è svolta a causa della pandemia di COVID-19         | La competizione non si è svolta a causa della pandemia di COVID-19         | La competizione non si è svolta a causa della pandemia di COVID-19         |
| 2021 | Stoccolma                                                                  | Viktorija Sinicina / Nikita Kacalapov                                      | Madison Hubbell / Zachary Donohue                                          | Piper Gilles / Paul Poirier                                                |
| 2022 | Montpellier                                                                | Gabriella Papadakis / Guillaume Cizeron                                    | Madison Hubbell / Zachary Donohue                                          | Madison Chock / Evan Bates                                                 |
| 2023 | Saitama                                                                    | Madison Chock / Evan Bates                                                 | Charlène Guignard / Marco Fabbri                                           | Piper Gilles / Paul Poirier                                                |
| 2024 | Montreal                                                                   | Madison Chock / Evan Bates                                                 | Piper Gilles / Paul Poirier                                                | Charlène Guignard / Marco Fabbri                                           |
| 2025 | Boston                                                                     | Madison Chock / Evan Bates                                                 | Piper Gilles / Paul Poirier                                                | Lilah Fear / Lewis Gibson                                                  |